# Эпидермальное окно

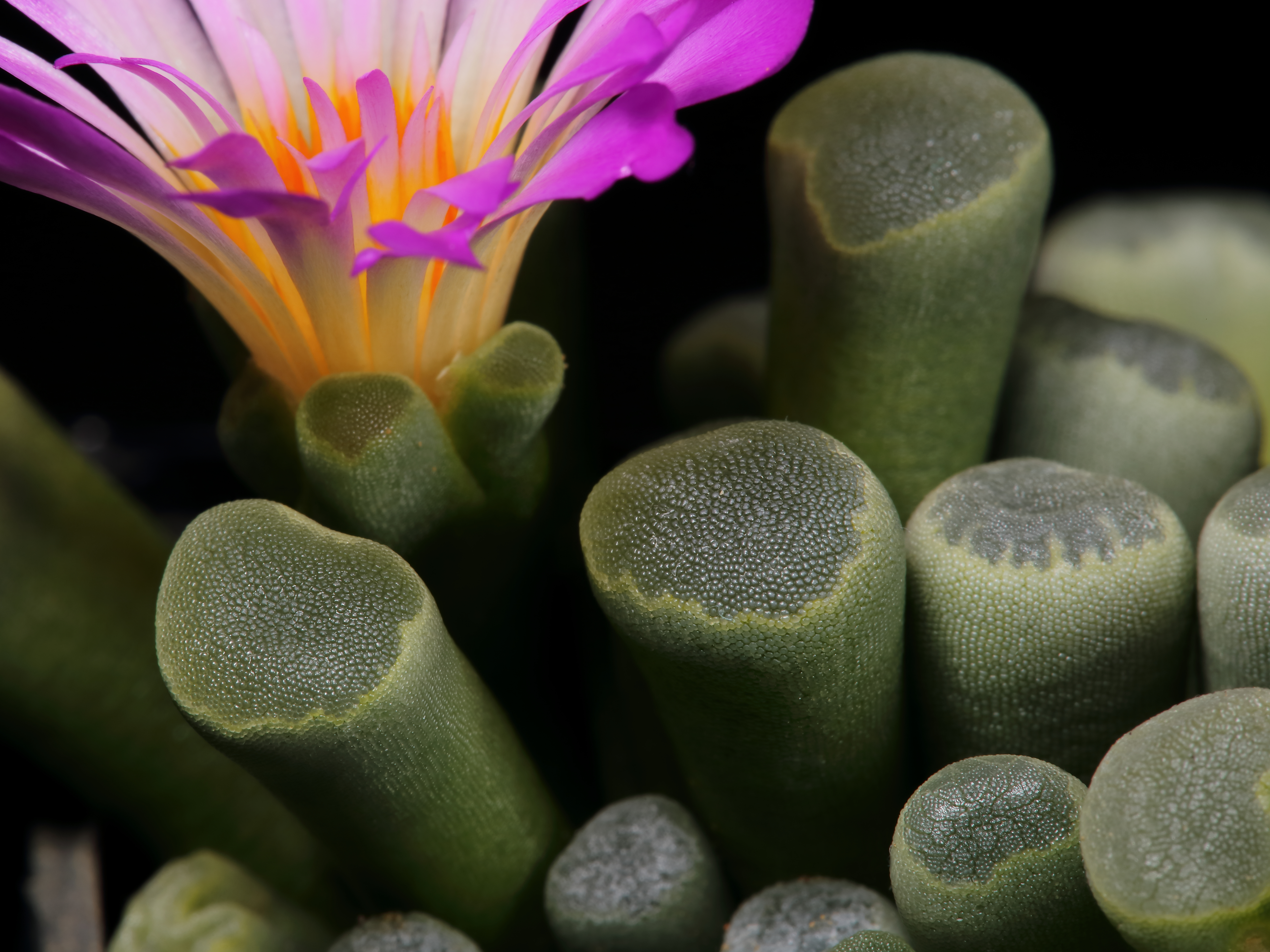
Frithia pulchra

Эпидермальное окно — специальная структура листа, состоящая из полупрозрачной области, через которую свет проникает на внутреннюю часть фотосинтезирующей поверхности, где происходит фотосинтез. Полупрозрачная структура может включать эпидермальную ткань, а у некоторых суккулентных растений состоит из нескольких клеточных слоев паренхимы, которые также могут функционировать как запасающая воду ткань. Окно может проявляться в виде большого сплошного пятна, пестрой или сетчатой области или в виде множества мелких пятен. Встречается у некоторых суккулентных растений, произрастающих в засушливом климате, что позволяет большей части растения оставаться под поверхностью почвы, где оно защищено от высушивания ветром и жарой, при этом оптимизируя поглощение света. Многие виды с листовыми окнами произрастают в Южной Африке.

## Функции
Основная функция полупрозрачных окон — увеличить поглощение солнечной энергии и, следовательно, ускорить процесс фотосинтеза. Эпидермальные окна обычно расположены на верхушках листьев, что позволяет улавливать и использовать свет, даже когда растение почти полностью находится под поверхностью почвы, сводя к минимуму воздействие на площадь поверхности листа высыхания из-за сильной жары. Окна фокусируют и направляют рассеянный свет на зелёную фотосинтезирующую поверхность, скрытую внутри подземной части растения. Отсутствие устьиц в полупрозрачной ткани предотвращает потерю воды. У некоторых видов суккулентов Литопс было обнаружено, что размер листового окна обратно пропорционален солнечному излучению в среде обитания; растения, растущие в регионах с высокой освещенностью и малым количеством осадков, имеют окна меньшего размера, чем растения, растущие в облачных регионах с большим количеством осадков.
У окон могут быть и другие функции; например, плотоядная Дарлингтония использует фенестрацию, чтобы сбить с толку насекомых и повысить эффективность своей ловушки.

## Роды
Роды и некоторые их виды которые имеют эпидермальные окна:
- Bulbine — Бульбина (Bulbine haworthioides, Bulbine mesembryanthemoides)
- Conophytum — Конофитум
- Crassula — (Crassula mesembryanthemopsis)
- Callisia — Каллизия (Callisia navicularis)
- Fenestraria — Фенестрария (Fenestraria rhopalophylla)
- Frithia — Фрития (Frithia humilis, Frithia pulchra)
- Haworthia — Хавортия (Haworthia cooperi, Haworthia truncata)
- Haworthiopsis — Хавортиопсис (Haworthiopsis bruynsii, Haworthiopsis koelmaniorum, Haworthiopsis tessellata)
- Lithops — Литопс
- Peperomia — Пеперомия (Peperomia columella, Peperomia nivalis)
- Sarracenia — Саррацения

Отдельные виды:
- Cephalotus follicularis
- Darlingtonia californica
- Senecio rowleyanus

## Галерея

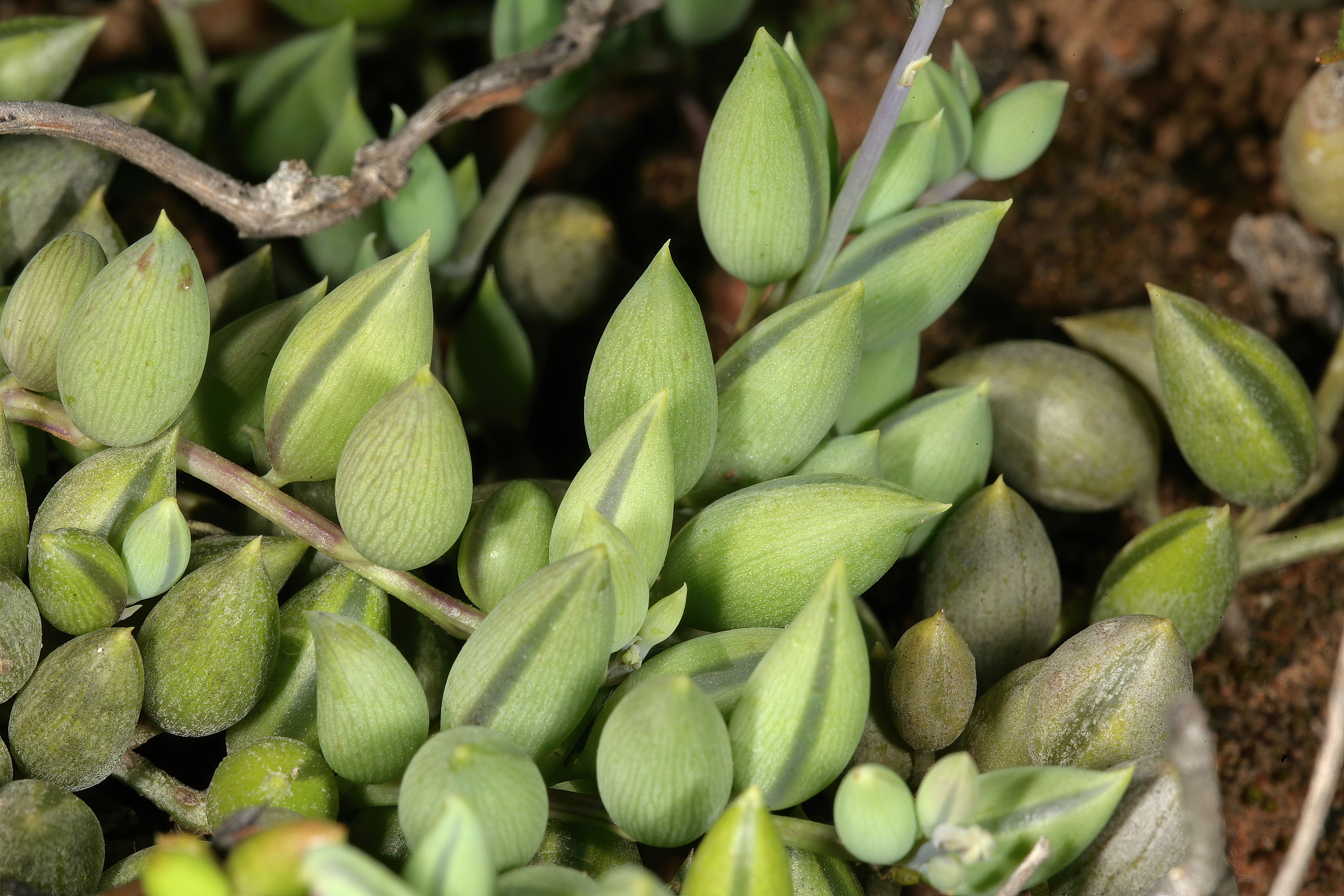
Curio radicans
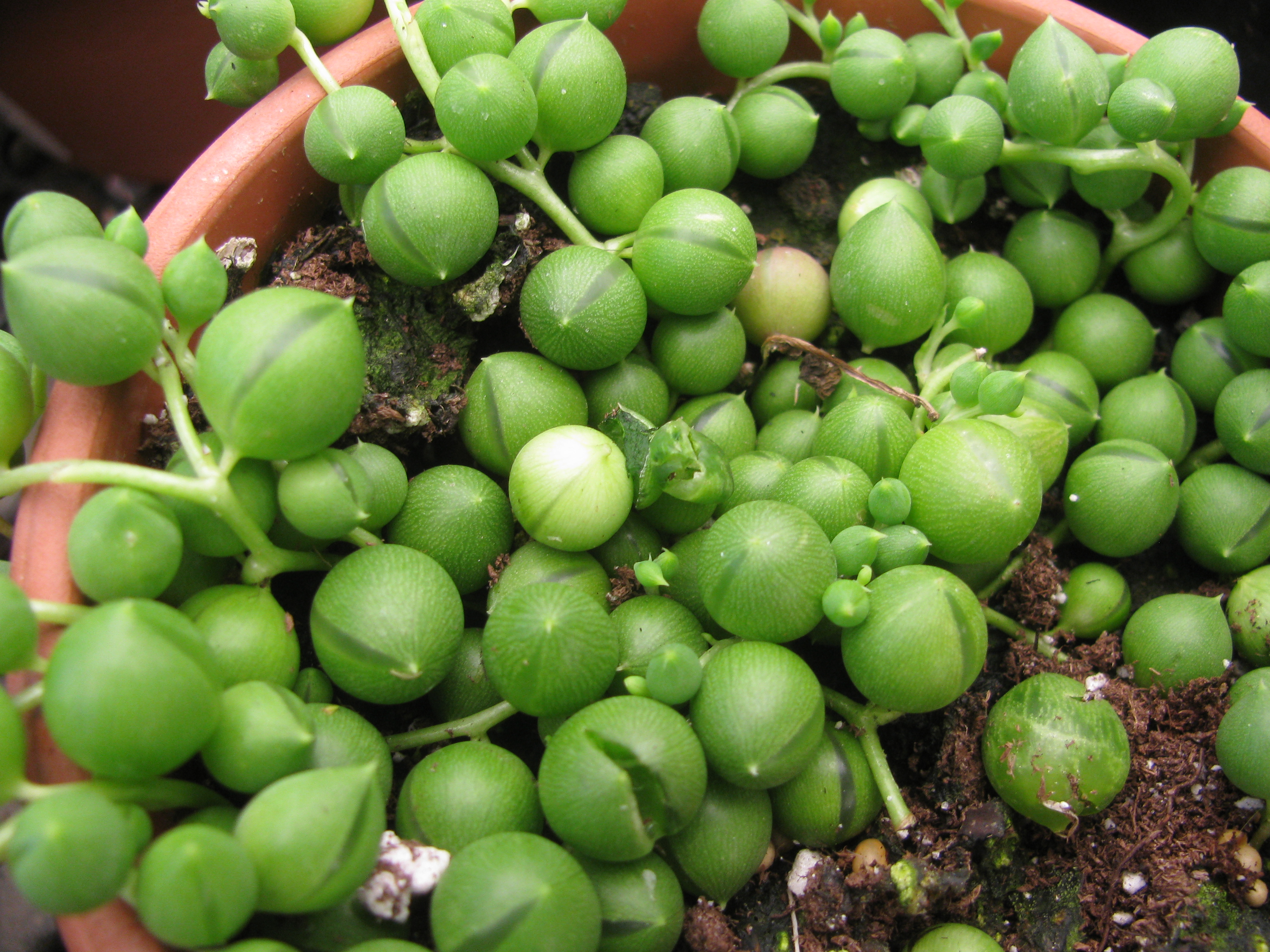
Curio rowleyanus
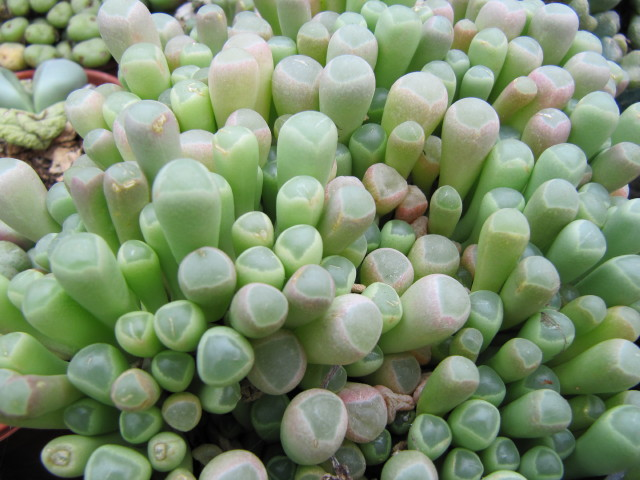
Fenestraria rhopalophylla
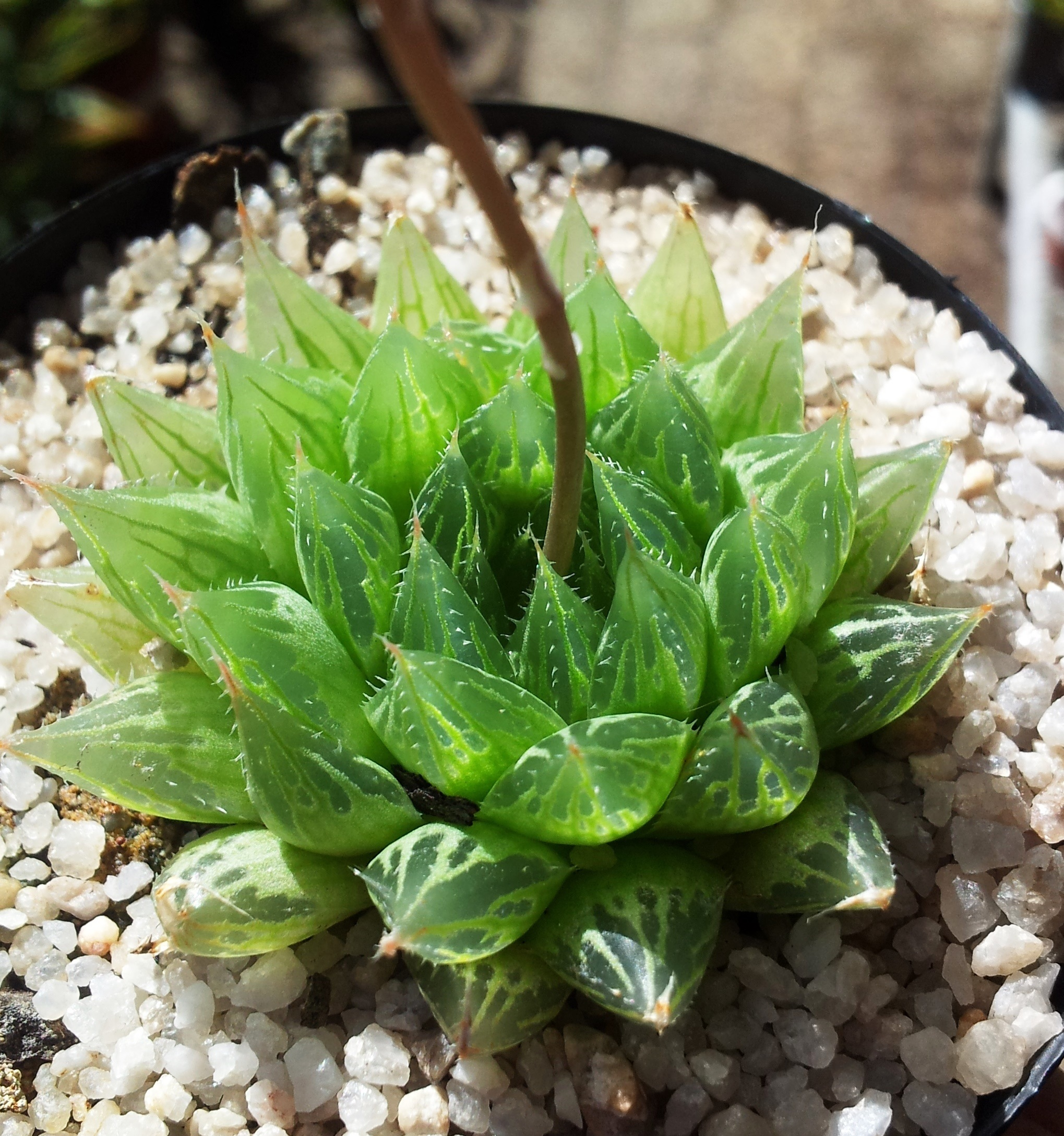
Haworthia cooperi
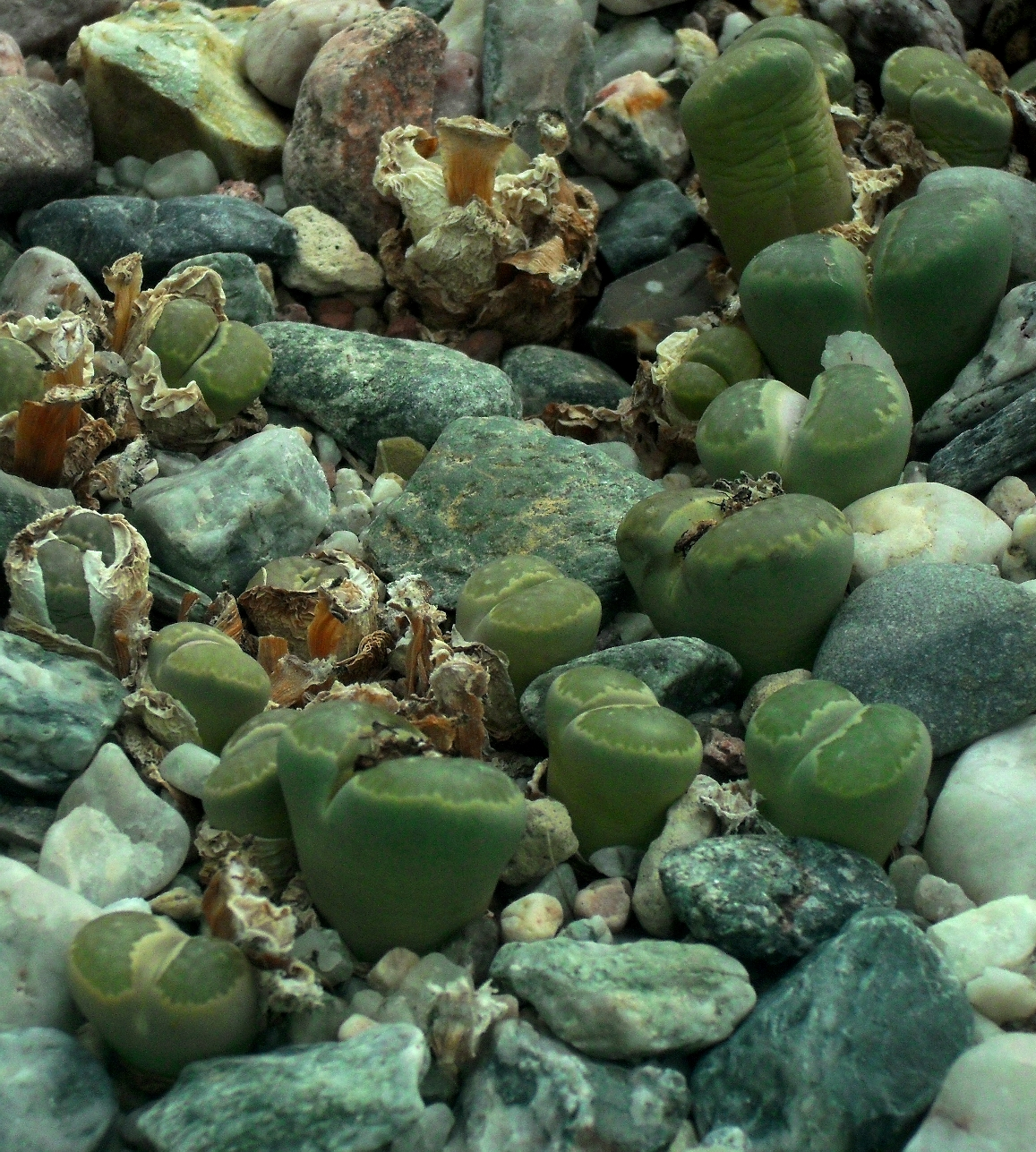
Lithops villetii
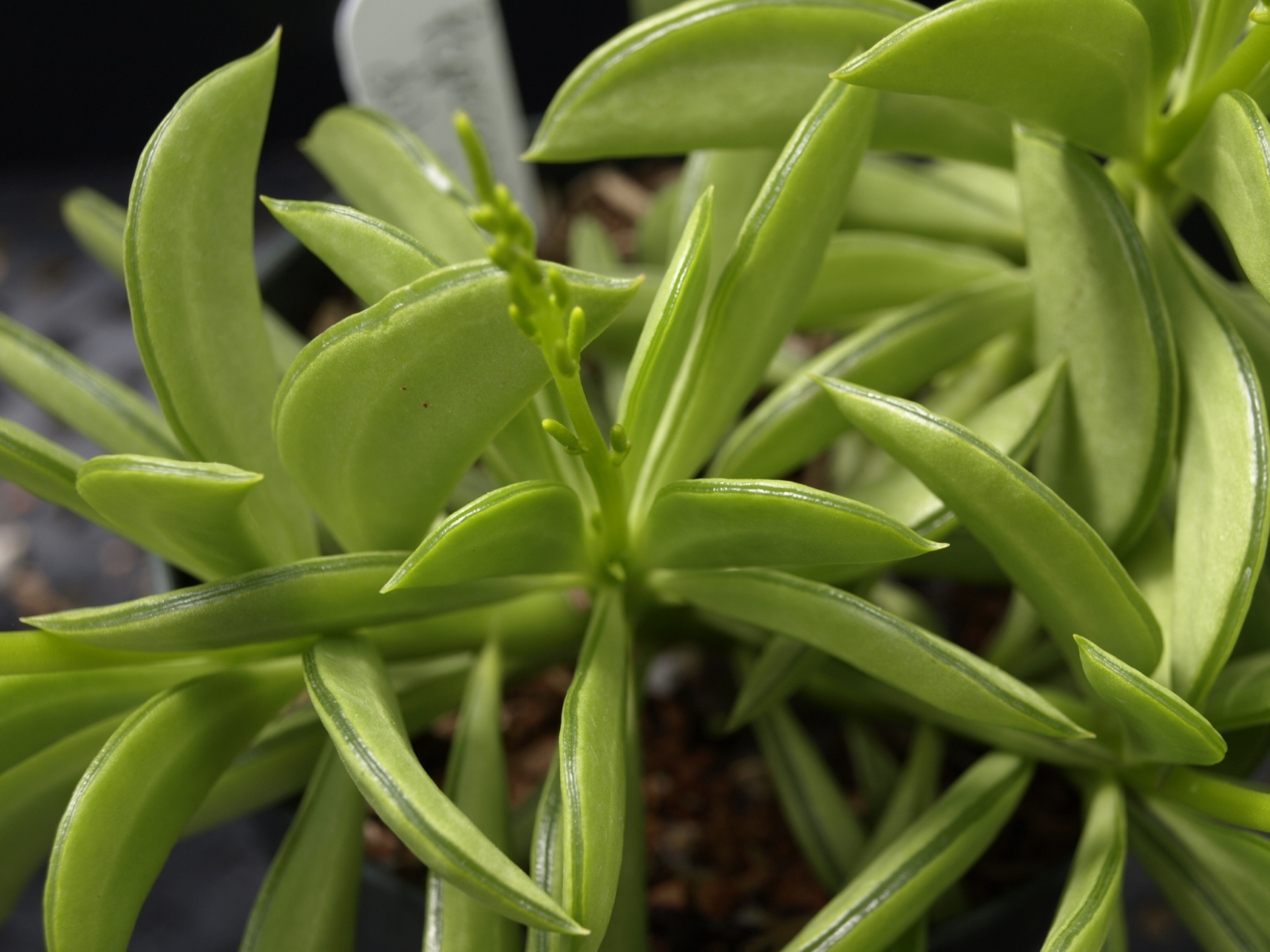
Peperomia dolabriformis
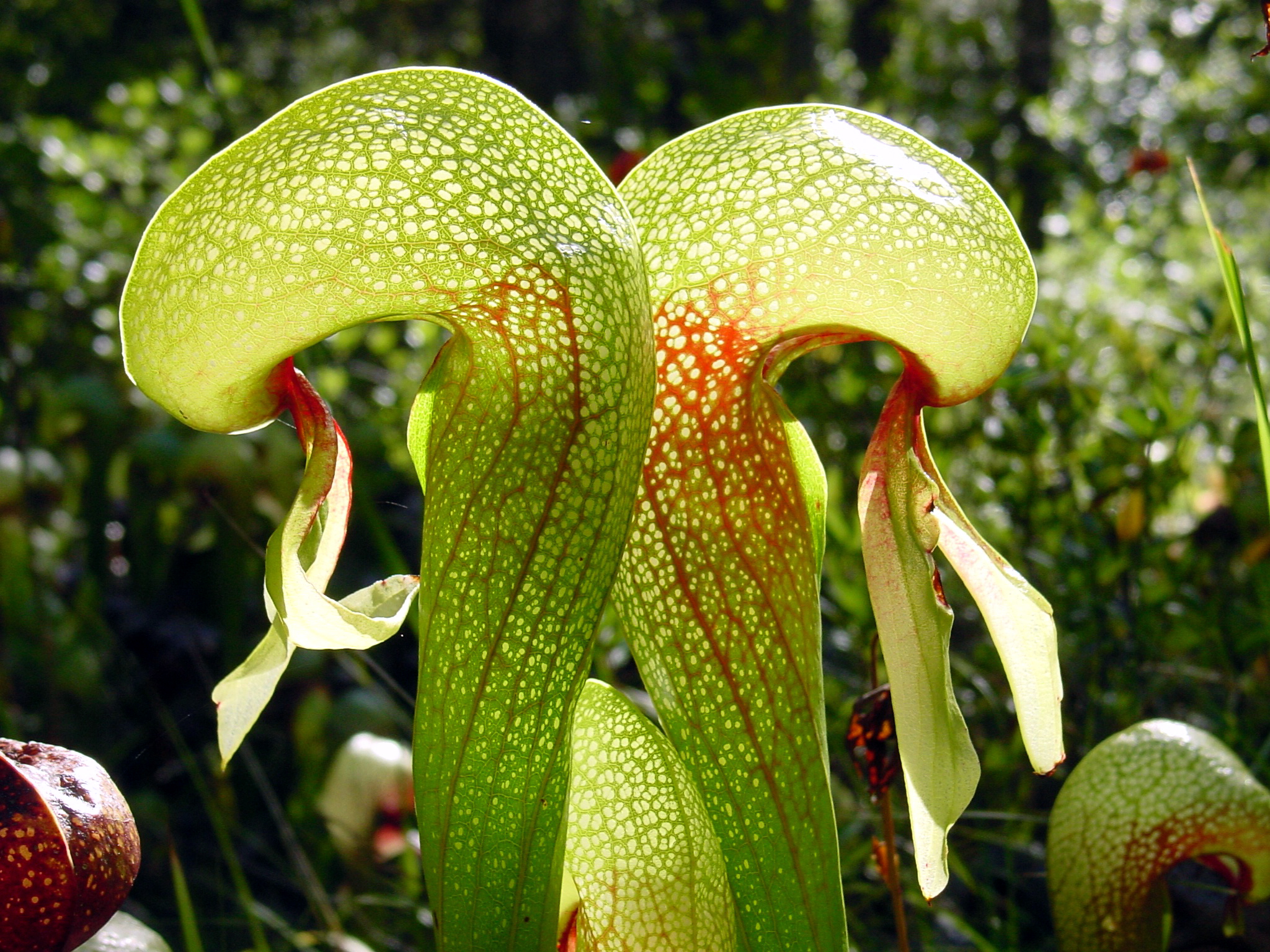
Darlingtonia